# اودلیم
اودلیم (به انگلیسی: Audlem) یک روستا و محله مدنی در بریتانیا است که در چشایر شرقی واقع شده‌است. اودلیم ۱٬۹۹۱ نفر جمعیت دارد.